# Karl Heckl
Karl Heckl (* 19. April 1927 in München; † 16. September 1988 ebenda) war ein Bauunternehmer aus München und zwischen 1984 und 1988 Präsident des TSV 1860 München.

## Präsident bei den „Löwen“
Im Vorfeld der Delegiertenkonferenz des TSV 1860 München am 19. Juli 1984 wurde der Bauingenieur Heckl mehrfach als potenzieller Präsidentschaftskandidat genannt. Obwohl er immer wieder betonte, für das Amt nicht zur Verfügung zu stehen, bekundete er kurz vor der Wahl sein Interesse und wurde mit der Mehrheit von 57 Stimmen (bei 27 Gegenstimmen und 26 ungültigen Stimmen) gewählt.
Bereits drei Tage nach seiner Wahl erlitt er einen Herzinfarkt und musste im Krankenhaus behandelt werden. Einige Wochen später nahm er seine Amtsgeschäfte bei den Münchner Löwen auf. Gleich in seinem ersten Jahr als Präsident befand sich der Verein am Rande des Abstiegs in die Landesliga. In dieser Saison, 1984/1985, wurden vier Trainer verschlissen. Bernd Patzke war der erste, den es traf. Während eines Wiesn-Besuchs hielt Heckl den Maßkrug mit dem folgenden Trinkspruch in seine Richtung: „Prost Bernd, du bist entlassen.“
Vor der Saison 1985/86 stellte Heckl fest, dass „noch drei Jahre Bayernliga den Verein ruinieren“ und kaufte mehrere ausgemusterte Profis ein, die jedoch nicht immer den Erwartungen entsprachen. Zwischen Mannschaft und Fans bildete sich eine Kluft. Dennoch erreichten die Münchner die Aufstiegsrunde, in der sie jedoch kläglich versagten. Außer einem 0:0 im Eröffnungsspiel gegen Kickers Offenbach wurden alle Spiele verloren und 1860 belegte folglich mit mageren 1-11 Punkten den letzten Platz.
In der Spielzeit 1986/87 wollte Heckl endlich den schnellen Wiederaufstieg in die zweite Liga. Um dieses Ziel zu erreichen, verpflichtete er den jugoslawischen Trainer Fahrudin Jusufi und griff tief in die Tasche, um dessen Wunschspieler zu finanzieren. Obwohl die teure Mannschaft hinter den Erwartungen zurückblieb, hielt Heckl lange an seinem Trainer fest. Das Blatt wendete sich im April 1987. Die Löwen hatten gerade eine 0:1-Niederlage bei den Amateuren des 1. FC Nürnberg erlitten, die den letzten Tabellenplatz einnahmen, und der Löwen-Coach Jusufi verkündete in der anschließenden Pressekonferenz: „Ich wünschte, ich hätte eine solche Mannschaft wie den 1. FC Nürnberg.“ Das brachte den emotionalen Heckl zum Kochen: „Ja, spinn ich denn? Herr Jusufi hat sich zu Saisonbeginn seine Mannschaft zusammenstellen dürfen, wie er wollte. Alle Spieler, die er sich wünschte, wurden geholt. Von meinem Geld! Und jetzt schwärmt er plötzlich von einer Schülermannschaft wie den Nürnbergern.“ Beim Abendessen in München hatte Heckl sich noch immer nicht beruhigt: „Ich bin so blöd und finanziere hier meine eigenen Negativerlebnisse. Langsam komme ich mir richtig verarscht vor.“ Nun war der Bruch zwischen Präsident und Trainer nicht mehr zu kitten. Dennoch blieb Jusufi zunächst weiterhin im Amt. Doch bereits drei Wochen später, nach einer 1:2-Niederlage in Weiden, wurde Jusufi entlassen.
Dessen Nachfolge trat Torwart Thomas Zander als Spielertrainer an. Obwohl Zander nach Punkten zum Tabellenführer SpVgg Bayreuth aufschloss, verlor der TSV 1860 das wichtige Entscheidungsspiel um die Meisterschaft am letzten Spieltag in Bayreuth mit 1:3.
Wieder einmal den schnellen Erfolg suchend, verpflichtete Heckl während der Saison 1987/88 mit Uwe Klimaschefski einen neuen Trainer. Auch der forderte neue Spieler, die ihm von Heckl großzügig finanziert wurden. Wieder lief einiges schief und Heckl, der vorher schon einmal – erfolglos – mit einem angebotenen Startkapital von einer Million DM einen Nachfolger für das Präsidentenamt gesucht hatte, gab im April 1988 entnervt seinen Rücktritt bekannt: „In den vergangenen vier Jahren habe ich alles in meiner Macht stehende getan, um einen Wiederaufstieg in die Bundesliga zu ermöglichen. Neben großem persönlichen Einsatz haben Opfer in Millionenhöhe und optimale Bedingungen nicht ausgereicht, die Einsatzfreude der Mannschaften als unerlässliche Voraussetzung für den Erfolg zu gewährleisten. Meine Tätigkeit war nicht nur mit großen Opfern, sondern auch mit einem erheblichen Verzicht auf Lebensqualität verbunden.“
Heckl verstarb am 16. September 1988 nach einem zweiten Herzinfarkt. Er wurde auf dem Münchner Waldfriedhof bestattet.

## Sprüche
- „Ich bin der einzige Mensch, der beim TSV 1860 zum Millionär wurde. Vorher war ich Milliardär.“ (Anfang 1988, kurz vor seinem Rücktritt)
- „Alle Löwen lachen, wenn die Bayern Pleite machen.“ (aus seiner Ansprache beim vom FC Bayern München veranstalteten Hallenturnier im Januar 1987; ironischerweise war Heckl allerdings selbst Mitglied beim FC Bayern!)